# Amoncourt
Amoncourt és un municipi francès situat al departament de l'Alt Saona i a la regió de Borgonya - Franc Comtat. L'any 2007 tenia 315 habitants.

## Demografia

### Població
El 2007 la població de fet d'Amoncourt era de 315 persones. Hi havia 124 famílies, de les quals 28 eren unipersonals (4 homes vivint sols i 24 dones vivint soles), 40 parelles sense fills i 56 parelles amb fills.
La població ha evolucionat segons el següent gràfic:
Habitants censats

### Habitatges
El 2007 hi havia 145 habitatges, 124 eren l'habitatge principal de la família, 8 eren segones residències i 13 estaven desocupats. 141 eren cases i 4 eren apartaments. Dels 124 habitatges principals, 111 estaven ocupats pels seus propietaris, 12 estaven llogats i ocupats pels llogaters i 1 estava cedit a títol gratuït; 1 tenia una cambra, 3 en tenien dues, 13 en tenien tres, 47 en tenien quatre i 61 en tenien cinc o més. 105 habitatges disposaven pel capbaix d'una plaça de pàrquing. A 39 habitatges hi havia un automòbil i a 64 n'hi havia dos o més.

### Piràmide de població
La piràmide de població per edats i sexe el 2009 era:
| Homes | Edats   | Dones |
| ----- | ------- | ----- |
| 0     | 95 o +  | 0     |
| 0     | 90 a 94 | 0     |
| 0     | 85 a 89 | 12    |
| 0     | 80 a 84 | 16    |
| 8     | 75 a 79 | 4     |
| 0     | 70 a 74 | 4     |
| 12    | 65 a 69 | 12    |
| 12    | 60 a 64 | 4     |
| 4     | 55 a 59 | 4     |
| 4     | 50 a 54 | 12    |
| 12    | 45 a 49 | 4     |
| 24    | 40 a 44 | 8     |
| 8     | 35 a 39 | 24    |
| 12    | 30 a 34 | 8     |
| 5     | 25 a 29 | 8     |
| 8     | 20 a 24 | 8     |
| 8     | 15 a 19 | 4     |
| 12    | 10 a 14 | 32    |
| 12    | 5 a 9   | 0     |
| 8     | 0 a 4   | 4     |

## Economia
El 2007 la població en edat de treballar era de 199 persones, 142 eren actives i 57 eren inactives. De les 142 persones actives 137 estaven ocupades (72 homes i 65 dones) i 5 estaven aturades (5 dones i 5 dones). De les 57 persones inactives 27 estaven jubilades, 21 estaven estudiant i 9 estaven classificades com a «altres inactius».

### Ingressos
El 2009 a Amoncourt hi havia 129 unitats fiscals que integraven 329 persones, la mediana anual d'ingressos fiscals per persona era de 17.721 €.

### Activitats econòmiques
Dels 4 establiments que hi havia el 2007, 1 era d'una empresa de fabricació d'altres productes industrials, 1 d'una empresa de comerç i reparació d'automòbils, 1 d'una empresa d'hostatgeria i restauració i 1 d'una empresa classificada com a «altres activitats de serveis».

## Equipaments sanitaris i escolars
El 2009 hi havia una escola elemental integrada dins d'un grup escolar amb les comunes properes formant una escola dispersa.

## Poblacions més properes
El següent diagrama mostra les poblacions més properes.